# Anders Jonell
Lars Anders Jonell (ur. 20 lutego 1973 w Skövde) – szwedzki narciarz, specjalista narciarstwa dowolnego. Najlepszy wynik na mistrzostwach świata osiągnął podczas mistrzostw w La Clusaz, gdzie zajął 13. miejsce w jeździe po muldach. Zajął także 11. miejsce w tej samej konkurencji na igrzyskach olimpijskich w Lillehammer. Najlepsze wyniki w Pucharze Świata osiągnął w sezonie 1994/1995, kiedy to zajął 28. miejsce w klasyfikacji generalnej, w klasyfikacji jazdy po muldach był dziesiąty.
W 2008 r. zakończył karierę.

## Osiągnięcia

### Igrzyska olimpijskie
| Miejsce | Dzień     | Rok  | Miejscowość | Konkurencja      | Zwycięzca         |
| ------- | --------- | ---- | ----------- | ---------------- | ----------------- |
| 11.     | 16 lutego | 1994 | Lillehammer | Jazda po muldach | Jean-Luc Brassard |

### Mistrzostwa świata
| Miejsce | Dzień     | Rok  | Miejscowość | Konkurencja      | Zwycięzca         |
| ------- | --------- | ---- | ----------- | ---------------- | ----------------- |
| 44.     | 13 marca  | 1993 | Altenmarkt  | Jazda po muldach | Jean-Luc Brassard |
| 13.     | 18 lutego | 1995 | La Clusaz   | Jazda po muldach | Edgar Grospiron   |
| 43.     | 8 lutego  | 1997 | Iizuna      | Jazda po muldach | Jean-Luc Brassard |

### Puchar Świata

#### Miejsca w klasyfikacji generalnej
- sezon 1992/1993: 44.
- sezon 1993/1994: 75.
- sezon 1994/1995: 29.
- sezon 1995/1996: 98.
- sezon 1996/1997: 46.
- sezon 1997/1998: 65.

#### Miejsca na podium
1. Tignes – 11 grudnia 1995 (Muldy podwójne) – 3. miejsce